# Дислексія
Дислексія або розлад читання — це неврологічний стан, при якому людина з нормальним інтелектом і без порушень слуху та зору має тривалі труднощі з опануванням абетки та читанням. Читання великої кількості текстів не покращує якість і швидкість читання. Дислексики рідко читають для задоволення і уникають читання вголос.
Кожен випадок дислексії має різний спектр проблем з текстами, включаючи неправильну вимову слів (дислалія), повільне читання, поганий почерк (диспраксія) та нерозуміння прочитаного. Ці труднощі часто помічаються в школі.
Дислексія часто супроводжується РДУГ, розладами мови та дискалькулією.
Дислексія діагностується через тести пам'яті, зору, орфографії та читання. Вона відрізняється від труднощів, викликаних проблемами слуху чи зору або недостатнім викладанням.
Лікування включає коригування методів навчання, хоча це не виліковує основну проблему. Лікування, спрямоване на зір, неефективне.

## Класифікація
Дислексія поділяється на вроджену та набуту форми. Набута дислексія виникає внаслідок неврологічного ураження, такого як черепно-мозкова травма або інсульт. Люди з набутою дислексією можуть виявляти деякі ознаки або симптоми вродженого розладу, але потребують інших стратегій оцінки та підходів до лікування. Чиста алексія, також відома як агностична алексія або чиста словесна сліпота, є однією з форм алексії, яка належить до групи "периферійних дислексій".
Види дислексії:
- фонематична;
- семантична;
- граматична;
- мнестична;
- оптична.

## Ознаки та симптоми
У ранньому дитинстві симптоми, що корелюють з подальшим діагнозом дислексії, включають затримку початку мовлення та відсутність фонологічної обізнаності. Поширений міф тісно пов'язує дислексію з написанням та читанням літер або слів у дзеркальному відображенні чи задом наперед. Ці поведінкові прояви спостерігаються у багатьох дітей під час навчання читання та письма і не вважаються визначальними характеристиками дислексії.
Діти шкільного віку з дислексією можуть виявляти ознаки труднощів у визначенні або генеруванні римованих слів, а також підрахунку кількості складів у словах — обидва ці завдання залежать від фонологічної обізнаності. Вони можуть також мати труднощі з поділом слів на окремі звуки (наприклад, вимовляти три звуки в слові "кіт" як к, і, т) або можуть боротися з об'єднанням звуків, що вказує на знижену фонематичну обізнаність. Найбільше складностей та помилок у школярів-дислексиків виникає під час читання/розуміння змісту/переказу текстів, вивчення словарних слів та текстів віршів і правил напам'ять.
Труднощі з пошуком слів або називанням предметів також асоціюються з дислексією. Люди з дислексією часто погано пишуть, що іноді називається дизорфографія або дисграфія, і це залежить від навички орфографічного кодування.
Проблеми зберігаються і в підлітковому віці та в дорослому житті, і можуть включати труднощі з підсумовуванням історій, запам'ятовуванням, читанням вголос або вивченням іноземних мов. Дорослі з дислексією часто можуть читати з гарним розумінням, хоча зазвичай читають повільніше, ніж ті, хто не має труднощів з навчанням, і показують гірші результати в тестах на правопис або при читанні нісенітних слів — це є мірилом фонологічної обізнаності. Бувають випадки, коли навіть дорослі дислексики, вміють досить швидко й правильно читати вголос, але не можуть переказати зміст тексту, який тільки-но прочитали, бо вони його, або геть не зрозуміли, або не запам'ятали.

### Супутні розлади та проблеми із текстами
Дислексія часто співіснує з іншими розладами навчання, але причини цієї коморбідності ще не були чітко визначені. До цих супутніх порушень належать:
ДисграфіяРозлад, що включає труднощі з письмом або друкуванням, іноді через проблеми з координацією очей і рук; це також може перешкоджати процесам, орієнтованим на напрям або послідовність, таким як зав'язування вузлів або виконання повторюваних завдань. У випадку дислексії, дисграфія часто має мультифакторний характер через порушення автоматичності написання літер, організаційні та розширювальні труднощі, а також порушення формування візуального образу слова, що ускладнює відтворення візуальної картини слів, необхідної для правильного написання.
Синдром дефіциту уваги з гіперактивністю (СДУГ)Розлад, який характеризується проблемами з утриманням уваги, гіперактивністю або імпульсивною поведінкою. Дислексія та СДУГ зазвичай виникають разом. Приблизно 15 % або 12–24 % людей з дислексією мають СДУГ; і до 35 % людей із СДУГ мають дислексію.
Порушення слухової обробкиНерозвинутий фонематичний слух впливає на здатність дислексика сприймати, розуміти зміст, відтворювати певним чином ту інформацію, що отримав на слух. А це, у свою чергу, призводить до проблем зі слуховою пам'яттю (фонематична пам'ять), завдяки якій, дислексик має певний лексикон, але йому буває досить важко згадати слово, що повинно мати певні ознаки (наявність/відсутність/послідовність зазначених літер/звуків у його складі) чи певний сенс (тобто бути сінонімом/антонімом/омонімом до зазначеного слова). Багато людей з дислексією мають проблеми з слуховою обробкою і можуть розробити власні логографічні підказки (мнемокартки) для компенсації цього дефіциту. Коли школяр записує текст будь-якого диктанту з безліччю помилок: втрачених, або переплутаних літер/складів/слів/знаків пунктуації, це свідчить про те, що він має доволі нерозвинуті фонематичний слух і фонематичну пам'ять.
ДиспраксіяНеврологічний стан, що характеризується труднощами у виконанні рутинних завдань, пов'язаних із рівновагою, дрібною моторикою і кінестетичною координацією; труднощами у використанні мовних звуків; та проблемами з короткочасною пам'яттю та організацією. Диспраксія -- це неможливість покращити дрібну моторіку і дуже поганий почерк. Бувають випадки, коли людина взагвалі відмовляється брати ручку/олівець до рук і писати, бо ій фізично боляче це робити. Сучасні технології та клавіатури гаджетів дозволяють уникати таких прикрих ситуацій.

## Причини

Нижня тім’яна частка – анімація з виду зверху

Дослідники намагаються знайти нейробіологічну основу дислексії з часу, коли цей стан був вперше визначений у 1881 році. Наприклад, деякі з них намагалися пов'язати поширену проблему серед людей з дислексією — неможливість чітко бачити літери — з аномальним розвитком їхніх візуальних нервових клітин.

### Нейроанатомія
Методи нейровізуалізації, такі як функціональна магнітно-резонансна томографія (фМРТ) і позитронно-емісійна томографія (ПЕТ), показали кореляцію як функціональних, так і структурних відмінностей у мозку дітей з труднощами у читанні. Деякі люди з дислексією виявляють меншу активність у частинах лівої півкулі мозку, що відповідають за читання, таких як нижня лобова звивина, нижня тім'яна частка, а також середній та вентральна скронева кора. Протягом останнього десятиріччя дослідження активації мозку за допомогою ПЕТ для вивчення мови принесли прорив в розумінні нейрональної основи мови.
Було запропоновано нейрональні основи для візуального лексикону та компонентів аудіторної вербальної короткочасної пам'яті, з деякою вказівкою на те, що спостережена нейрональна проява розвиткової дислексії є завданням-специфічною (тобто функціональною, а не структурною). ФМРТ людей з дислексією показують взаємодію між мозочком та корою головного мозку, а також іншими структурами мозку під час читання.
Теорія мозочкової дислексії передбачає, що порушення рухів м'язів, контрольованих мозочком, впливає на формування слів за допомогою м'язів язика та обличчя, що призводить до проблем з плавністю, які відчувають деякі люди з дислексією. Мозочок також бере участь у автоматизації деяких завдань, таких як читання. Факт того, що деякі діти з дислексією мають порушення моторики та балансу, може бути відповідним до ролі мозочка у їхніх труднощах з читанням. Однак церебеллярна теорія не отримала підтримки від контрольованих досліджень.

### Генетика
Дослідження потенційних генетичних причин дислексії бере свій початок у дослідженні мозку людей з дислексією після розтину. Спостережувані анатомічні відмінності в мовних центрах такого мозку включають мікроскопічні вади розвитку кори, відомі як ектопії, і рідше, судинні мікромальформації та мікрозвивину — розмір звивини менший, ніж зазвичай. Попередньо цитовані дослідження та інші вказують на те, що аномальний кортикальний розвиток, ймовірно, відбувався до або під час шостого місяця розвитку мозку плода, може бути причиною виявлених аномалій. Також повідомлялося про аномальні утворення клітин в людей з дислексією в не-мовних церебральних та субкортикальних структурах мозку.  Кілька генів були пов'язані з дислексією, включаючи DCDC2 і KIAA0319 на хромосомі 6 і DYX1C1 на хромосомі 15.

### Взаємодія ген–середовища
Внесок взаємодії генів та середовища в розвиток читання був інтенсивно досліджений за допомогою досліджень близнюків, які оцінюють частку варіації, пов'язаної з оточуючим середовищем людини, і частку, пов'язану з їхніми генами. Імовірно, як екологічні, так і генетичні фактори сприяють розвитку читання. Дослідження, що вивчають вплив факторів навколишнього середовища, таких як освіта батьків і якість викладання показали, що генетика має більший вплив у сприятливих, а не менш оптимальних середовищах. Проте більш сприятливі умови можуть просто дозволяти цим генетичним факторам пояснювати більшу частку варіації результату, оскільки фактори середовища були мінімізовані.
Оскільки середовище відіграє велику роль у навчанні та пам'яті, ймовірно, епігенетичні модифікації грають важливу роль у здатності до читання. Вимірювання експресії генів, модифікацій гістонів і метилювання на периферії людини використовуються для вивчення епігенетичних процесів; однак усі вони мають обмеження в екстраполяції результатів для застосування до людського мозку.

#### Мова
Орфографічна складність мови безпосередньо впливає на те, наскільки важко її вивчати для читання. Англійська та французька мови мають порівняно «глибоку» фонематичну орфографію в системі письма латинського алфавіту зі складними структурами, що використовують шаблони написання на кількох рівнях: буквено-звукова відповідність, склади та морфеми. Мови, такі як іспанська, італійська та фінська, в основному використовують відповідність літер звукам — так звані "поверхневі" орфографії, що робить їх легшими для вивчення для людей з дислексією. Логографічні системи письма, такі як китайські ієрогліфи, мають широке використання символів; і це також становить проблему для людей із дислексією.

## Патофізіологія

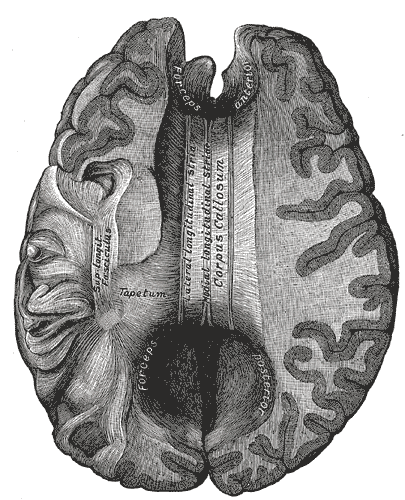
Вигляд мозолистого тіла, передня частина вгорі зображення

Для більшості людей, у яких домінує права рука, ліва півкуля мозку більш спеціалізована для обробки мови. Що стосується механізму дислексії, дослідження фМРТ показують, що ця спеціалізація менш виражена або відсутня у людей з дислексією. В інших дослідженнях дислексія пов'язана з анатомічними відмінностями в мозолистому тілі, пучку нервових волокон, що з'єднує ліву та праву півкулі.
Дані за допомогою дифузійно-тензорної магнітно-резонансної томографії вказують на зміни в зв'язності або густині сірої речовини в областях, пов'язаних з читанням та мовою. Нарешті, ліва нижня фронтальна борозна показала відмінності в фонологічній обробці у людей з дислексією. Нейрофізіологічні та зображувальні процедури використовуються для визначення фенотипічних характеристик у людей з дислексією, тим самим виявляючи ефекти генів, пов'язаних з дислексією.

### Теорія подвійного маршруту
Щоби зрозуміти сенс цієї теорії в перекладі украінською, спершу слід згадати, що саме означають слова лексика і лексичне значення. Тому що, Лекси́чне зна́чення — історично закріплена у свідомості людей співвіднесеність слова з певним явищем дійсності, зв'язок певного звучання з певним поняттям, волевиявленням. А згаданий у цьому розділі лексичний маршрут — це уявний алгоритм, за яким, кожне прочитане/почуте слово, начебто мандрує у мозку людини від Вхідного лексикону до Вихідного.
Слід також узяти до уваги, що лексика — це у першу чергу про кількісний склад словнику (лексикону), а не про лексичне значення кожного окремого слова.
Теорія подвійного шляху читання вголос була вперше описана на початку 1970-х років. Ця теорія передбачає, що  процес читання вголос може відбуватися за двома різними ментальними алгоритмами (когнітивні шляхи): лексичний та сублексичний шляхи. Лексичний шлях — це процес читання, коли навчені читачі можуть упізнавати знайомі слова лише за їх зовнішним виглядом, через процедуру "пошуку в особистому словнику/лексиконі".
Цей метод наврядче підійде для більшості типових дислексиків. Адже Орфографічна пильність та Орфографічна пам'ять у типового дислексика вкрай нерозвинуті. Це призводить до того, що запам'ятати, а потім швидко згадати, певну послідовність літер, що складає певне слово, для першокласника-дислексика майже неможливо.
Сублексичний шлях — це процес читання, коли читач вимовляє письмове слово поступово. Мозок людини поступово ідентифікує кожну наступну літеру/знак у складі слова (перетворюючи графеми літер у їхні фонеми), завдяки цьому, читач згадує кожну окрему літеру у побачених словах та правила читання стосовно них. 
Цей спосіб читання більше підходить дислексикам. Адже для його реалізації, достатньо знати абетку та правила читання, запам'ятовувати десятки нових слів не треба.
Свого часу, застосування методу читання цілими словами, викликало бурхливий протест серед лінгвістів США (таких як Девід Песецький, Кейс Рейнер, Барбара Фурман та ін.). Вони довели у своїх дослідженнях, що діти, які навчаються за методом цілих слів, відстають від своїх однолітків, які навчаються фонетичного читання (по буквах і складах). Про негативні наслідки методу цілих слів попереджала і відомий американський психолог Хільда Мосс, яка ще у 1970-х роках звернула увагу на те, що такий підхід викликає у більшості дітей дислексію та сприяє формуванню «словесної сліпоти».
Система подвійного шляху, тобто різні способи читання слів, може пояснити різні рівні поширеності дислексії в різних мовах (наприклад, консистентність фонологічних правил в іспанській мові може пояснити те, що іспаномовні діти показують вищий рівень результативності у читанні невідомих слів, порівняно з англомовними). Процес читання для типового дислексика неймовірно складний. Першокласник-дислексик може прочитати всього рядків 20 тексту і заснути, бо його мозок буде геть перевтомлений. Читання вголос, втомлює дислексиків набагато швидше, ніж читання мовчки (через нерозвинуте мовне дихання). Це слід враховувати під час планування занять.
Найголовніший чинник, що впливає на процес читання типового дислексика — це типографіка тексту.  Чим дрібніще літери і вище їхня скупченість, тим менше шансів, що дислексик зможе прочитати цей текст і зрозуміти його сенс.
Типографіка для дислексиків допомагає зробити тексти книжок/підручників зручними для читання людей, що мають ознаки дислексії.

## Діагностика
Дислексія — це гетерогенний, розмірний розлад навчання, який погіршує точне та плавне читання та написання слів. Типові — але не універсальні — особливості включають труднощі з фонологічним усвідомленням; неефективна і часто неточна обробка звуків в усній мові (фонологічна обробка); і дефіцит вербальної робочої пам'яті.
Дислексія — це розлад нейророзвитку, який у діагностичних посібниках класифікується як розлад навчання з порушенням читання (МКБ-11 дає префікс «розлад розвитку» до «розлад навчання»; DSM-5 використовує «специфічний»). Дислексія не є проблемою інтелекту. Емоційні проблеми часто виникають внаслідок труднощів у навчанні. Національний інститут неврологічних розладів та інсульту описує дислексію як «труднощі з фонологічною обробкою (маніпулюванням звуками), орфографією та/або швидкою візуально-мовною реакцією».
Британська асоціація дислексії визначає дислексію як «труднощі в навчанні, які в першу чергу впливають на навички точного та плавного читання слів і написання» і характеризуються «труднощами у фонологічному розумінні, словесній пам'яті та швидкості вербальної обробки». Фонологічна обізнаність дає змогу ідентифікувати, розрізняти, запам'ятовувати (робоча пам'ять) і подумки маніпулювати звуковими структурами мови — фонемами, сегментами місцевого риму, складами та словами.

### Оцінка
Щоб оцінити наявність дислексії, можна зробити наступне: Застосовуйте мультидисциплінарний командний підхід із залученням батьків (батьків) і вчителя (вчителів), шкільного психолога, педіатра та, за необхідності, логопеда та ерготерапевта.
Знайомство з типовим віком дітей досягає різних загальних віх розвитку та предметних віх, таких як фонологічна обізнаність (розпізнавання римованих слів; визначення початкових звуків у словах).
Не покладайтеся виключно на тести. Ретельне спостереження за дитиною в школі та вдома, а також делікатні, вичерпні бесіди з батьками є такими ж важливими, як і тести.
Подивіться на підхід емпірично підтвердженої відповіді на втручання (RTI), який «… передбачає моніторинг прогресу групи дітей за допомогою програми втручання, а не статичну оцінку їхніх поточних навичок. Діти з найбільшою потребують ті, хто не реагує на ефективне навчання, і їх легко ідентифікувати за допомогою цього підходу».

#### Оціночні тести
Існує широкий спектр тестів, які використовуються в клінічних і навчальних закладах для оцінки можливості дислексії. Якщо первинне тестування припускає, що людина може мати дислексію, такі тести часто супроводжуються повною діагностичною оцінкою для визначення ступеня та характеру розладу. Деякі тести може проводити вчитель або комп'ютер; інші вимагають спеціального навчання і проводяться психологами. Результати деяких тестів показують, як реалізовувати навчальні стратегії. Оскільки низка різноманітних когнітивних, поведінкових, емоційних факторів і чинників навколишнього середовища можуть сприяти труднощам з навчанням читанню, комплексне оцінювання має враховувати ці різні можливості. Ці тести та спостереження можуть включати:
- Загальні показники когнітивних здібностей, такі як шкала інтелекту Векслера для дітей, тести когнітивних здібностей Вудкока-Джонсона або шкали інтелекту Стенфорд-Біне. Низькі загальні пізнавальні здібності ускладнять читання. Вимірювання когнітивних здібностей також часто намагаються виміряти різні когнітивні процеси, такі як вербальні здібності, невербальне та просторове мислення, робоча пам'ять і швидкість обробки. Існують різні версії цих тестів для різних вікових груп. Майже всі вони вимагають додаткового навчання, щоб правильно виставляти та виставляти бали, і проводяться психологами. Згідно з Mather і Schneider (2015), підтверджувальний профіль та/або шаблон балів за когнітивними тестами, які підтверджують або виключають розлади читання, ще не визначені.[80]
- Скринінг або оцінка стану психічного здоров'я: батьки та вчителі можуть заповнювати рейтингові шкали або контрольні списки поведінки, щоб зібрати інформацію про емоційне та поведінкове функціонування молодих людей. Багато контрольних списків мають схожі версії для батьків, вчителів та молодих людей, які досить добре читають (часто 11 років і старше). Приклади включають Систему оцінки поведінки дітей та Анкету сильних сторін і труднощів. Усі вони мають національні репрезентативні норми, що дає змогу порівняти рівень симптомів із тим, що було б типовим для віку та біологічної статі молодої людини. Інші контрольні списки пов'язують більш конкретно з психіатричними діагнозами, як-от рейтингова шкала СДУГ Вандербільта або скринінг емоційних розладів, пов'язаних із тривожністю дитини (SCARED). Скринінг використовує короткі інструменти, призначені для виявлення випадків розладу, але вони часто отримують хибнопозитивні оцінки для людей, які не мають цього розладу. За результатами перевірки слід провести більш точне тестування або діагностичне інтерв'ю. Депресивні та тривожні розлади в два-три рази частіше зустрічаються у людей з дислексією, також частіше зустрічаються синдроми дефіциту уваги/гіперактивності.[81][82][83][84]
- Перевірка академічних досягнень і навичок: Середня здатність читання/правопису для хворих на дислексію становить відсоток <16, що значно нижче норми. На додаток до перегляду оцінок і нотаток учителя, стандартизовані результати тестів допомагають оцінювати прогрес. До них входять групові тести, такі як тести Айови з розвитку освіти, які вчитель може проводити групі або цілому класу молодших людей одночасно. Вони також можуть включати індивідуальні тести досягнень, такі як Тест широкого діапазону досягнень або Вудкока-Джонсона (який також включає набір тестів досягнень). Індивідуально проведені тести знову вимагають більш спеціалізованої підготовки.[85][86][87]

## Скринінг
Процедури скринінгу спрямовані на виявлення дітей, у яких є ознаки можливої дислексії. У дошкільному віці сімейна історія дислексії, особливо у біологічних батьків і братів і сестер, краще, ніж будь-який тест, передбачає остаточний діагноз дислексії. У початковій школі (віком 5–7 років) ідеальна процедура скринінгу полягає в навчанні вчителів початкових класів уважно спостерігати та фіксувати прогрес своїх учнів у навчальній програмі з акустики, і таким чином виявляти дітей, які прогресують повільно. Коли вчителі виявляють таких учнів, вони можуть доповнити свої спостереження скринінговими тестами, такими як скринінгова перевірка Phonics яка використовується в школах Великобританії протягом першого року навчання.
Дитячий і підлітковий психіатр MS Thambirajah наголошує на тому, що "враховуючи високу поширеність розладів розвитку серед дітей шкільного віку, усі діти, яких спостерігають у клініках, повинні проходити систематичний скринінг на наявність розладів розвитку, незалежно від наявної проблеми. " Thambirajah рекомендує перевірку на розлади розвитку, включаючи дислексію, шляхом проведення короткого анамнезу розвитку, попереднього психосоціального обстеження розвитку та отримання шкільного звіту щодо академічного та соціального функціонування.

## Управління
Завдяки використанню стратегій компенсації, терапії та освітньої підтримки люди з дислексією можуть навчитися читати й писати. Існують методи та технічні засоби, які допомагають контролювати або приховувати симптоми розладу. Зменшення стресу та тривоги іноді може покращити розуміння письма. Для лікування дислексії за допомогою алфавітних систем письма основною метою є підвищення обізнаності дитини про відповідності між графемами (буквами) і фонемами (звуками), а також пов'язати їх із читанням і орфографією, навчаючи, як звуки поєднуються в слова. Посилене супутнє навчання, зосереджене на читанні та орфографії, може дати довготривалі досягнення, ніж лише усне фонологічне навчання. Раннє втручання може бути успішним у зменшенні провалів читання.
Дослідження не показують, що спеціально підібрані шрифти (такі як Dyslexie та OpenDyslexic) допомагають читати. Діти з дислексією так само швидко читають текст, набраний звичайним шрифтом, таким як Times New Roman і Arial, і вони віддають перевагу звичайним шрифтам, а не спеціально підібраним. Деякі дослідження показали, що збільшення міжлітерного інтервалу є корисним.
Наразі немає доказів того, що музична освіта значно покращує навички читання підлітків з дислексією.
У РКД є деякі докази того, що атомоксетин може бути корисним для хворих на дислексію з або без СДУГ.

## Прогноз
Діти з дислексією потребують спеціального навчання аналізу слів і орфографії з раннього віку. Прогноз, загалом, позитивний для осіб, які ідентифіковані в дитинстві та отримують підтримку друзів і родини. Освітня система Нью-Йорка (NYED) передбачає «щоденний безперервний 90-хвилинний блок навчання читанню» та «навчання фонематичного усвідомлення, фонетики, розвитку словникового запасу, вільного читання», щоб покращити здатність читати.

## Епідеміологія
Поширеність дислексії невідома, але, за оцінками, вона становить від 5 % до 17 % населення. Дислексія частіше діагностується у чоловіків.
У всьому світі існують різні визначення дислексії. Крім того, відмінності в системах письма можуть впливати на розвиток письмової мови через взаємодію між слуховими та письмовими представленнями фонем. Дислексія не обмежується труднощами з перетворенням літер на звуки, і китайці з дислексією можуть мати труднощі з перетворенням китайських ієрогліфів на їхні значення. Китайська лексика використовує логографічне, монографічне, неалфавітне письмо, де один символ може позначати окрему фонему.
Гіпотеза фонологічної обробки намагається пояснити, чому дислексія виникає в багатьох мовах. Крім того, на зв'язок між фонологічною здатністю та читанням, здається, впливає орфографія.

## Історія
Дислексія була клінічно описана Освальдом Берханом у 1881 році, але термін дислексія був введений у 1883 році Рудольфом Берліном, офтальмологом зі Штутгарта. Він використав цей термін, щоб позначити випадок молодого хлопчика, який мав серйозні труднощі з навчанням читання та письма, незважаючи на демонстрацію типового інтелекту та фізичних здібностей у всіх інших аспектах. У 1896 році У. Прінгл Морган, британський лікар із Сіфорда, Східний Сассекс, опублікував опис розладу навчання, пов'язаного з читанням, у звіті для Британського медичного журналу під назвою «Вроджена сліпота за словами». Розрізнення між фонологічним і поверхневим типами дислексії є лише описовим і без будь-яких етіологічних припущень щодо механізмів, що лежать в основі мозку. Однак дослідження посилалися на потенційні відмінності через різницю в продуктивності. З часом ми змінили модель, засновану на інтелекті, на модель, засновану на віці, щодо людей з дислексією.

## Суспільство і культура
Як і у випадку будь-якого розладу, суспільство часто робить оцінку на основі неповної інформації. До 1980-х років вважалося, що дислексія є наслідком освіти, а не неврологічним розладом. Як наслідок, суспільство часто неправильно оцінює тих, хто має розлад. Також іноді на роботі існує стигматизація та негативне ставлення до людей з дислексією. Якщо інструктори людини з дислексією не мають необхідної підготовки для підтримки дитини з цим захворюванням, це часто негативно впливає на участь учня в навчанні.
Принаймні з 1960-х років у Великій Британії діти з діагнозом дислексія розвитку постійно були з привілейованих сімей. Хоча половина ув'язнених у Великій Британії мають значні труднощі з читанням, дуже небагато з них коли-небудь проходили перевірку на наявність дислексії. Доступ до деяких спеціальних освітніх ресурсів і фінансування залежить від наявності діагнозу дислексія. У результаті, коли в 2018 році Стаффордшир і Уорікшир запропонували навчати читання всіх дітей із труднощами читання, використовуючи методи, які виявилися успішними для більшості дітей із діагнозом дислексія, не вимагаючи попереднього отримання від сімей офіційного діагнозу, прихильники дислексії та батьки дітей з дислексією боялися, що вони втрачають привілейований статус.

### Стигма і успіх
Внаслідок різноманітних когнітивних процесів, на які впливає дислексія, і переважної суспільної стигми навколо інвалідності, люди з дислексією часто використовують поведінку самостигматизації та перфекціоністської самопрезентації, щоб впоратися зі своєю інвалідністю. Перфекціоністська самопрезентація — це коли індивід намагається представити себе ідеальним ідеальним образом і приховує будь-які недоліки. Така поведінка становить серйозний ризик, оскільки часто призводить до проблем із психічним здоров'ям і відмови звертатися за допомогою через свою інвалідність.

## Дослідження

Системи письма

Більшість досліджень дислексії стосується алфавітних систем письма, особливо європейських мов. Проте є також значні дослідження щодо людей з дислексією, які розмовляють арабською, китайською, івритом або іншими мовами. Зовнішнє вираження людей з вадами читання та звичайних бідних читачів у деяких аспектах однакове.